# 互联网协会
互联网协会（英語：Internet Society，簡稱ISOC）是一個非營利的國際性組織，成立於1992年，以促进使用互联网使用為目的。它的会员制有以下几种：个人（任何人均可免费加入）、公司、组织、政府及大学。
由它产生的主要标准，会交到網際網路工程工作小组（IETF）和網際網路结构委员会（IAB）。
互联网协会有两个联合办事处，分别位于美国維吉尼亞州及瑞士日内瓦。